# Pterotaea systole
Pterotaea systole är en fjärilsart som beskrevs av Frederick H. Rindge 1970. Pterotaea systole ingår i släktet Pterotaea och familjen mätare. Inga underarter finns listade.